# Szamojéd nyelvek

A szamojéd nyelvek elterjedésének területe

A szamojéd nyelvek az uráli nyelvcsalád egyik ágát alkotják. A szamojéd elnevezés az orosz nyelvből származik, s eredetileg csupán a nyenyecekre vonatkozott, de később kiterjedt a nyenyec nyelv közelebbi rokonaira is. A csoport két ágra bomlik: az északi szamojéd nyelvekre és a déli szamojéd nyelvekre.
A szamojéd nyelvterület az észak-eurázsiai tundravidéken húzódik a Kanyin-félszigettől és a Mezeny folyótól a Tajmir-félszigetig, valamint az Ob középső és a Jenyiszej alsó folyása mentén. A szamojéd nyelveket beszélők összlétszáma kb. 29 500 fő (1989).

## Csoportosításuk

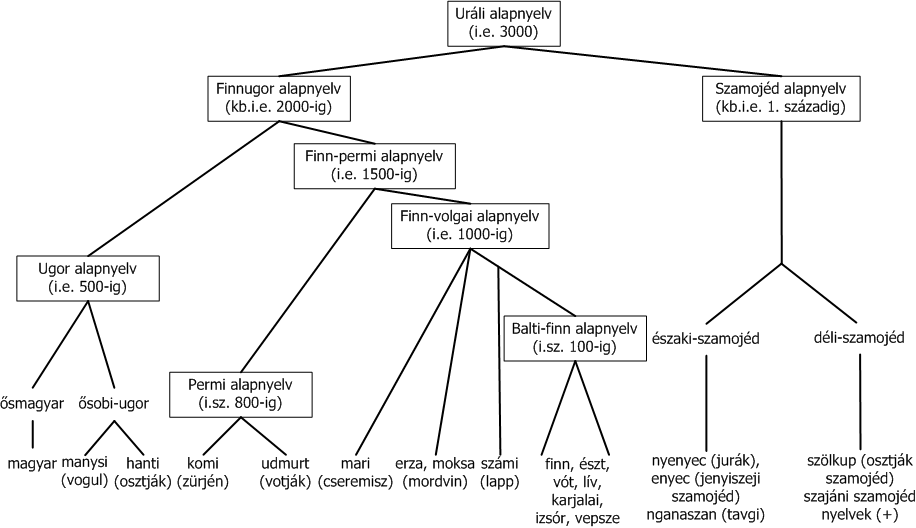
Az uráli nyelvcsalád rokonsági viszonyai (a nyelvek szétválásának feltételezett évszámaival)

### Areális felosztás
A nyelvek és a hozzájuk tartozó népcsoportok hagyományos, inkább földrajzi, mint genealógiai alapú felosztása: tajgai, tundrai és hegyi, valamint északi és déli.
Északi (tundrai) szamojéd
- nganaszan (tavgy, tavgi, tawgi-szamojéd)
- Enyec–nyenyec(-jurác) csoport
  - enyec (jenyec, jenyiszeji-szamojéd)
  - jurác (kihalt) (az enyec és nyenyec közti átmeneti nyelv)
  - nyenyec (jurák); két nyelvjárása:
    - erdei nyenyec
    - tundrai nyenyec

Déli szamojéd (kamassz-szölkup csoport)
- szölkup (tajgai vagy osztyák-szamojéd); dialektusai:
  - északi vagy taz szölkup (тазовский диалект)
  - központi vagy tim szölkup (тымский диалект)
  - ket szölkup (кетский диалект)
- szaján (hegyi szamojéd) (kihalt)
  - kamassz (kihalt)
    - kojbál (kihalt)

  - mator (kihalt) (motor, taigi, karagasz)

### Genealógiai felosztás
A nyelvrokonságon alapuló csoportosítás a nganaszan és a mator nyelvek nagyobb (valószínűsíthetően már jóval korábbi) eltérését mutatja, míg az enyec-nyenyec-jurac és a kamassz-szölkup ág együtt alkot egy szorosabb nyelvi egységet (Janhunen, 1998). 
- Nganaszan
- Mator (kihalt)
- "Belső" szamojéd
  - Enyec-nyenyec(-jurác) csoport
    - enyec
    - jurác (kihalt)
    - nyenyec
      - erdei
      - tundrai

  - Kamassz–szölkup csoport
    - kamassz (kihalt)
      - kojbál (kihalt)

    - szölkup
      - taz
      - tim
      - ket

## Általános jellemzésük
A közszamojéd alapnyelvben feltehetően 13-14 mássalhangzó, 12 magánhangzó valamint néhány kettőshangzó lehetett. Később több szamojéd nyelvben megjelentek a zöngés zárhangok és réshangok, a gégezárhang (főként szóvégeken), a protetikus nazálisok valamint a hosszú magánhangzók. A hangsúly az első szótaghoz kötődik, de néha más szótagokra is eshet. Az északi szamojéd nyelvek felhasználják a szóhanglejtést is a jelentés megkülönböztetésére.
A nyelvekre általánosan jellemző az agglutináló jelleg, de gyakori a belső flexió. Tipológiai szempontból érdekes sajátossága a szamojéd nyelveknek a személyes névmási paradigmának a névszóihoz viszonyított egyszerűsége, a más-más nyelvtani osztályhoz tartozó szótövek mindenféle szintaktikai pozícióban való használata. Jellemző az igeidők között egy határozatlan idő, amely formánsa az ige aspektusától aktuális vagy már befejezett cselekvésre utal. Igen nagy az igemódok száma (például a nyenyecben 16 van). Széles körű a névutók használata, nem ismert az elöljárószó, viszont vannak igekötőszerű morfémák. 
A szamojéd nyelvek mondattanának fő vonásai közé tartozik, hogy a jelző megelőzi a jelzett szót és uralkodó az alany-tárgy-állítmány szórend.

## Érdekesség
Minden szamojéd nyelv veszélyeztetettnek számít, kivéve a nyenyecet.

## Forrásművek
- (magyarul) Eugen Helimski-Nagy Imre Csaba: A szamojéd nyelvek. Megjelent a Nyelvrokonaink tanulmánykötetben. Teleki László Alapítvány, Budapest, 2000. ISBN 963-00-3424-7